# Резинка для волос

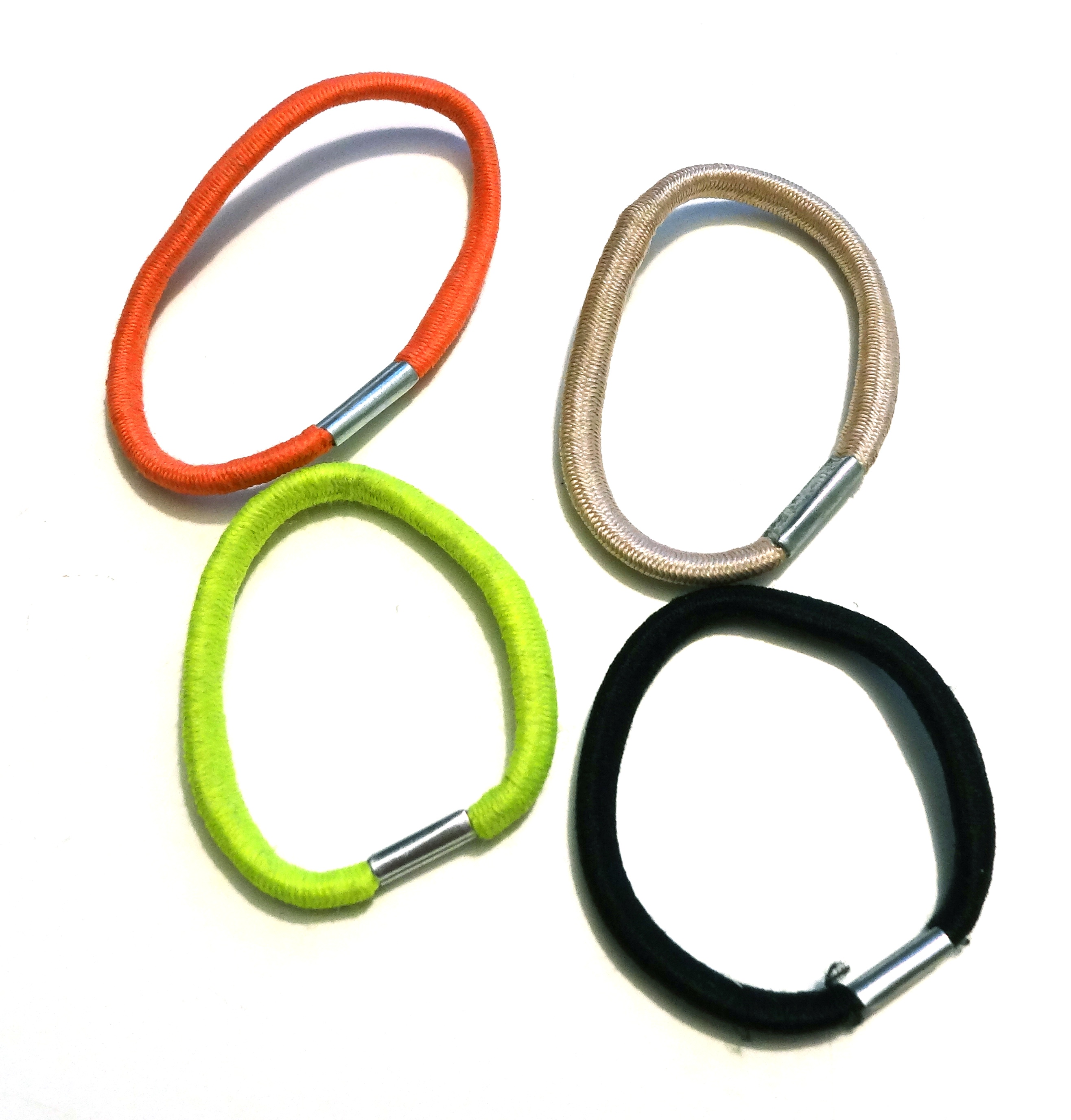

Резинка для волос — эластичное кольцо для собирания волос и создания причёски.

## История
Резинка для волос известна на протяжении длительного периода истории человечества. Первоначально изделие предназначалось для того, чтобы предотвратить попадание волос в глаза или механическую технику во время домашней работы, но со временем аксессуар стал использоваться по большей части для создания причесок, таких как: конский хвост, коса и т. д.
В XVIII веке среди мужчин было модно собирать волосы в хвост, и даже после возникшего в начале 1800-х годов спроса на более короткие стрижки, традиция связывать волосы вместе при помощи ремешков или небольших «сумочек» сохранялась в обществе европейских военнослужащих в течение почти всего столетия.   
В 1980-х резинки для волос получили распространение благодаря знаменитой поп-певице Мадонне.
В 2018 году к изделию вновь появился интерес, оно стало популярным среди знаменитостей.

## Виды

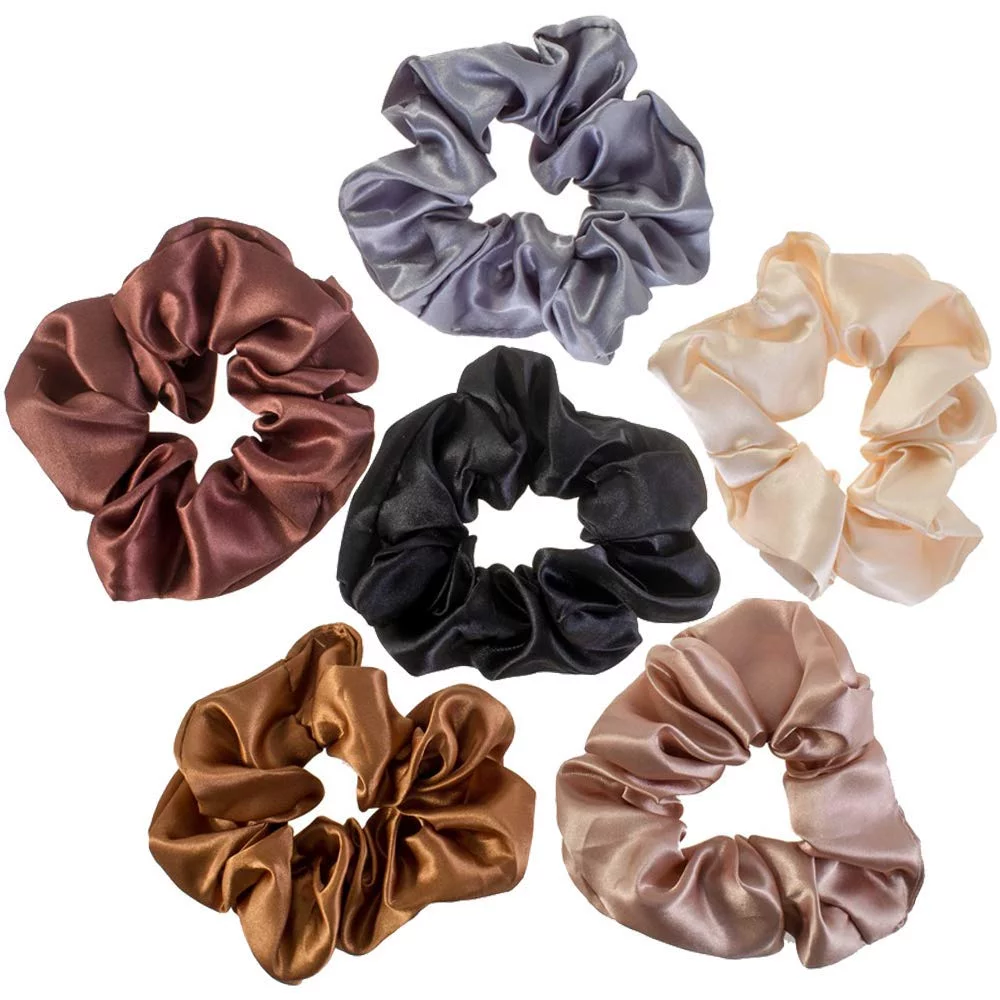
Скранч

- Скранч — широкая резинка из ткани для волос, популярная в 1980-х, начале 1990-х, а затем и в 2010-х годах[4].

- Резинка-пружинка — изделие, слабо фиксирующее волосы за счёт своей спиралевидной формы, благодаря которой происходит распределение нагрузки[5]. Была изобретена предпринимательницей из Швейцарии Софи Треллес-Тведе[6][7].

- Резинки в сочетании с крючками — применяются для сложных причёсок и вьющихся волос[5].

- Силиконовые резинки — едва видимые резинки, применяемые при сложном плетении[5].

## Причёски с резинками для волос

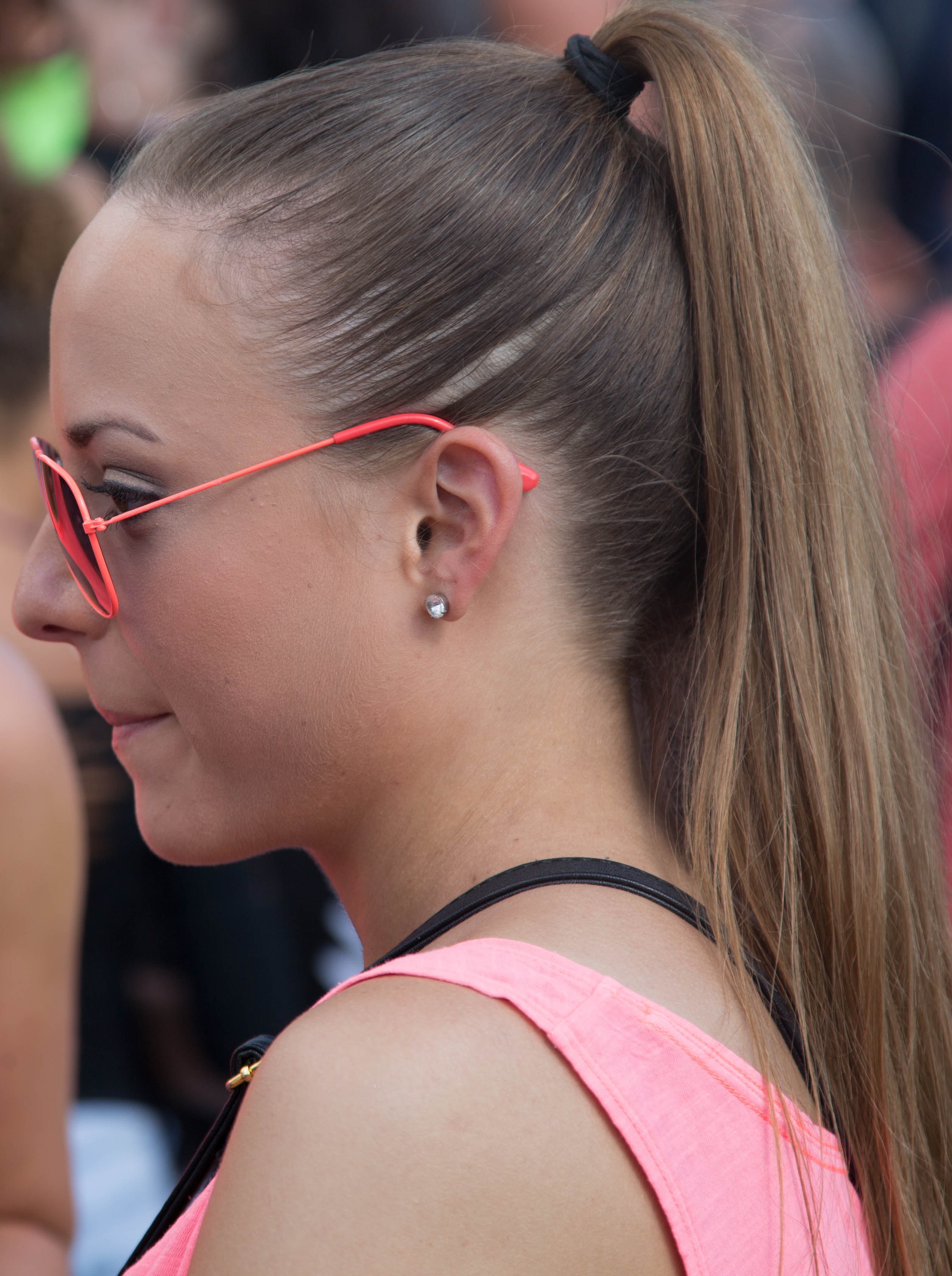
Причёска «Конский хвост»

- Причёска «Конский хвост» — несложная причёска с использованием резинки[8].
- Причёска «Пучок» — причёска, для которой сначала делают хвост, после чего концы волос заправляют под резинку[9].
- Причёска «Мальвина наоборот». На завершающем этапе создания этой причёски два жгута волос по бокам собираются резинкой на затылке[10].
- Коса. При плетении кос также используются резинки для волос. Для вывернутых кос, мода на которые пришла благодаря Ким Кардашьян, или «рыбьего хвоста» применяются силиконовые резинки[11].

## В искусстве
- В одном из эпизодов романа Виктора Пелевина «S.N.U.F.F.» волосы девушки-робота Каи «были убраны в черный хвост, перехваченный резинкой со смешными красными шариками-зверюшками».

- В сериале «Секс в большом городе» главный персонаж Кэрри Брэдшоу утверждает, что резинки для волос уместно носить лишь в ванной.

- Героиня чешского фильма «Мужские надежды» Шарлотта сняла с себя трусики, сделав из них резинку для волос.